# Beşiri (district)
Besiri is een Turks district in de provincie Batman en telt 31.649 inwoners (2007). Het district heeft een oppervlakte van 888,5 km².
Tot het in 1990 bij de nieuw gevormde provincie Batman werd gevoegd, was Beşiri een district van de provincie Siirt.
De bevolkingsontwikkeling van het district is weergegeven in onderstaande tabel.
| 1997   | 2000   | 2007   |
| ------ | ------ | ------ |
| 32.023 | 33.106 | 31.649 |